# 科潘 (利維夫區)
49°40′9″N 24°26′10″E / 49.66917°N 24.43611°E
科潘（羅馬化：Kopan）是烏克蘭西部的村莊，隸屬利維夫州的利維夫區。該村始建於1596年，面積1.55平方公里，海拔高度337米，2001年人口136。